# Doryctinae

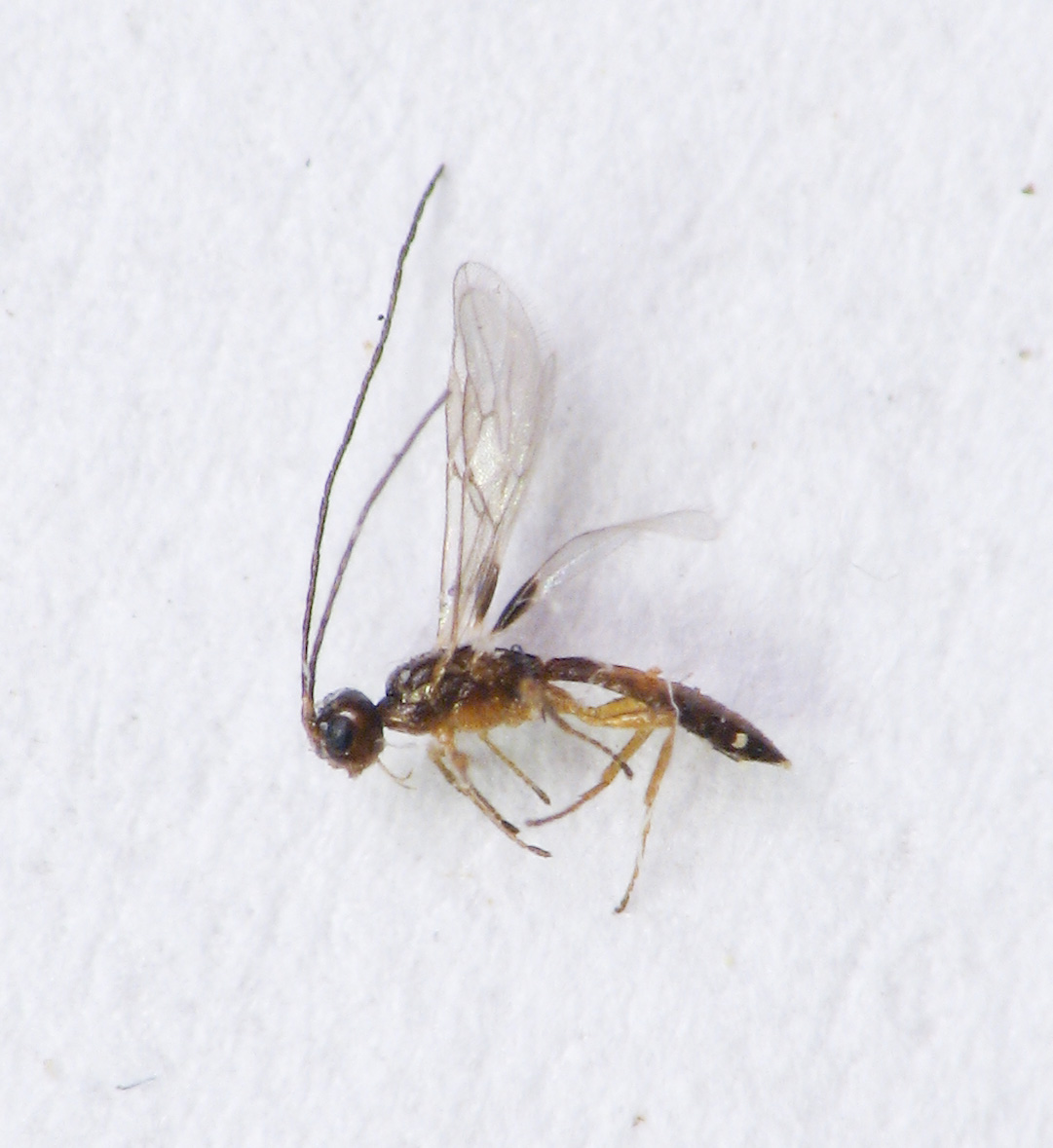
Heterospilus eurostae, macho

Los Doryctinae son una gran subfamilia de bracónidos. Son avispas parasíticas distribuidas por todo el mundo excepto las regiones polares. Muchos géneros y especies hasta ahora desconocidos se están describiendo cada año. Esta subfamilia se cree que es parte de un clado que contiene alguno o todos de los Alysiinae, Braconinae, Gnamptodontinae, Opiinae e Ypsistocerinae, y que debe estar más relacionado con el último de estos; se desconoce con exactitud si los Rogadinae son parte de este grupo.

## Descripción y ecología
Algunas especies son más grandes que la media de la familia Braconidae, pero incluso en las especies más pequeñas, la cabeza es muy grande y el cuerpo notablemente alargado. También suelen tener las alas pequeñas llegando muchas especies a no poder siquiera volar.
Al igual que los Mesostoinae (una pequeña subfamilia endémica de Australia), algunos Doryctinae forman agallas en plantas. Pero en general, parasitan a otros insectos sin llegar a matarlos hasta el final de su desarrollo. Alguno de los principales insectos parasitados por esta subfamilia son larvas de escarabajos que se desarrollan dentro de maderas muertas. Otras especies parasitan larvas de lepidópteros. Varias especies de avispas dorictinas tienen importancia económica ya que son usadas en el control biológico de plagas como por ejemplo contra plagas de eucaliptus.

## Géneros
Algunos de los géneros incluidos en los Doryctinae son:
- Acanthodoryctes
- Acrophasmus
- Afrospathius Belokobylskij & Quicke, 2000
- Allorhogas
- Antidoryctes Belokobylskij & Quicke, 2000
- Aptenobracon
- Asiaheterospilus Belokobylskij, 2001
- Australospathius
- Binarea
- Bracodoryctes Belokobylskij & Quicke, 2000
- Caenophanes
- Chelonodoryctes Belokobylskij & Quicke, 2000
- Cryptodoryctes Belokobylskij & Quicke, 2000
- Cyphodoryctes Marsh, 1993
- Dendrosoter
- Doryctes
- Doryctophasmus
- Doryctopsis
- Ecphylopsis
- Ecphylus
- Euscelinus
- Evaniodes
- Gildoria
- Halycea
- Hemidoryctes Belokobylskij, 1993 (= Atopodoryctes)
- Hemispathius Belokobylskij & Quicke, 2000
- Heterospilus
- Johnsonius
- Lianus Gomes & Penteado-Dias, 2006
- Liobrucon
- Megaloproctus
- Mimodoryctes
- Monarea
- Monolexis
- Nipponecphylus Belokobylskij, 2001
- Ontsira
- Oroceguera Seltmann & Sharkey, 2007
- Pambolidea
- Parallorhogas
- Paraspathius
- Psenobolus
- Pseudosyngaster
- Rhoptrocentrus
- Rutheia
- Ryukyuspathius
- Schlettereriella
- Sonanus Belokobylskij, 2001
- Spathius
- Syngaster
- Synspilus Belokobylskij & Quicke, 2000